# Гілка Давидова

Прапор Гілки Давидової

Гілка Давидова (англ. Branch Davidians) — релігійна, протестантська секта, яка виникла у 1955 році після розколу всередині церкви Адвентистів Сьомого Дня. Гілка Давидова стала широко відомою після трагічної облоги її осередку у Маунт-Кармел у м. Вейко.

## Історичні дані
Гілка Давидова виникла після декількох розколів у церкві Адвентистів сьомого дня. У 1930-х роках, болгарський емігрант Віктор Хутев проголосив себе новим пророком у церкві Адвентистів сьомого дня, що викликало розкол. Після розколу послідовники Хутева сформували нову секту Давидян адвентистів сьомого дня. У 1959 році, після смерті Хутева розбіжності всередині секти Давидян призвели до ще одного розколу, після котрого виникла Гілка Давидова, очолювана проповідником Беном Роденом.
З часом, у 1990 році на чолі секти став молодий, харизматичний проповідник Вернон Хавелл, який прийняв нове ім'я — Девід Кореш. Завдяки популярності Кореша та його проповідям, численність членів секти значно зросла. Кореш проповідував радикальні ідеї, кінець світу. Осередком Гілки Давидової був обраний маєток Маунт-Кармел у місті Вейко, де мешкали члени секти із сім'ями. У 1993 році з'явилися підозри у знущанні над дітьми членів секти, а також у незаконному зберіганні зброї. 28 лютого 1993 року Бюро алкоголю, тютюну та вогнепальної зброї зробило спробу обшукати маєток, що закінчилася стріляниною та майже двомісячним протистоянням. Під час невдалого штурму маєтку 19 квітня 1993 року спалахнула пожежа у котрій загинули 76 сектантів, у тому числі жінки й діти і серед них Девід Кореш.